# Later Stone Age
De Later Stone Age of Late Stone Age (LSA) is een tijdperk van de prehistorie van Sub-Sahara Afrika. Ze volgde op de Early Stone Age  en de Middle Stone Age en wordt bepaald door de technologie van stenen werktuigen. De term werd voor het eerst geïntroduceerd voor Zuid-Afrika door Astley John Hilary Goodwin en C. van Riet Lowe in hun boek The Stone Age Cultures of South Africa (1929). 
De termen "Early Stone Age", "Middle Stone Age" en "Later Stone Age" in de context van de Afrikaanse archeologie zijn niet te verwarren met de termen vroeg- , midden- en laatpaleolithicum. Ze werden geïntroduceerd in de jaren twintig van de twintigste eeuw, toen duidelijk werd dat het bestaande chronologische systeem van een vroeg, midden en laatpaleolithicum niet goed overdraagbaar was naar de prehistorie van Afrika. Sommige geleerden blijven deze twee chronologieën echter als parallel beschouwen, met het argument dat ze beide de ontwikkeling van modern gedrag vertegenwoordigen.
De overgang van de Middle Stone Age naar de Later Stone Age zou tussen 50.000 en 39.000 jaar geleden voor het eerst hebben plaatsgevonden in Oost-Afrika.
LSA-sites zijn in Afrika veel talrijker dan MSA-sites, wat kan wijzen op een toename van de bevolking. Het kan echter deels ook komen omdat jongere sites minder kans hadden vernietigd te worden.
Traditioneel werd de LSA geassocieerd met de opkomst van modern menselijk gedrag in Afrika. Deze definitie is moeilijk houdbaar geworden omdat bewijzen voor modern menselijk gedrag gevonden werden op sites die aanzienlijk vóór de LSA dateerden, zoals in MSA-sites als de Blombosgrot, de Apollo-11-grot en Pinnacle Point.

## Technologie
De Later Stone Age kenmerkt zich door een veel grotere variëteit aan stenen werktuigen dan in het voorafgaande tijdperk. Daarnaast zijn er op LSA-sites relatief veel beenderen gereedschappen te vinden. Deze artefacten variëren ook sterk met tijd en locatie, in tegenstelling tot de technologie van de MSA die gedurende honderdduizenden jaren relatief onveranderd leek te zijn gebleven. 
Oorspronkelijk werd de LSA gedefinieerd als verschillende lithische industrieën of culturen die ook andere bewijzen van menselijke activiteit bevatten, zoals kralen van struisvogeleierschalen en werktuigen uit bot, en waarbij Middle Stone Age-werktuigen ontbraken, anders dan die welke hergebruikt waren. Deze definitie veranderde zich na de ontdekking van struisvogeleierschaalkralen en beenderen harpoenen in contexten die de LSA met tienduizenden jaren voorafgingen. 
De grotere, uit voorbereide kernen geproduceerde afslag-gebaseerde werktuigtechnieken uit het MSA, zoals de Levalloistechniek, werden in toenemende mate vervangen door industrieën die zich richtten op het produceren van lemmets en microklingen uit kernen met eenvoudige platformen. 
De lithische technologieën van het LSA vallen meest in de modi 4 en 5 van stenen werktuigen. Ze zijn binnen de LSA verder onderverdeeld in vier fasen:
1. Microlithische industrieën (ca. 40.000 - 19.000 B.P.)
2. Niet-microlithische, microklingarme industrieën ( ca. 40.000 - 19.000 B.P.)
3. Microlithische industrieën met microklingen (ca. 18.000 - 12.000 B.P.)
4. Niet-microlithische, microklingarme industrieën (12.000 - 8000 B.P.)

Het einde van het LSA vond plaats met de introductie van metallurgie-technieken welke het gebruik van stenen werktuigen konden vervangen. Dit proces vond over het hele continent in verschillende tijdsspannen plaats. De term LSA wordt tegenwoordig door archeologen met name gebruikt om te verwijzen naar stenen werktuigen gebruikende jager-verzamelaars in zuidelijk Afrika. 